# Olympische Sommerspiele 2012/Teilnehmer (Vereinigte Arabische Emirate)
| Gelbes Symbol für Goldmedaillen mit stilisierten Olympischen Ringen | Graues Symbol für Silbermedaillen mit stilisierten Olympischen Ringen | Braundes Symbol für Bronzemedaillen mit stilisierten Olympischen Ringen |
| ------------------------------------------------------------------- | --------------------------------------------------------------------- | ----------------------------------------------------------------------- |
| —                                                                   | —                                                                     | —                                                                       |

Die Vereinigten Arabischen Emirate nahmen in London an den Olympischen Spielen 2012 teil. Sie nehmen seit 1984 an den Olympischen Spielen teil. Das NOC al-Ladschna al-ulimbiyya al-wataniyya bi-Daulat al-Imarat al-ʿarabiyya al-muttahida nominierte acht Einzelathleten und eine Mannschaft in sechs Sportarten.

## Teilnehmer nach Sportart

### Fußball
| Wettbewerb    | Männer |
| ------------- | --- |
| Athleten      | Mohamed Fawzi Ahmed Ali Omar Abdulrahman Abdulaziz Hussain Rashed Eisa Habib Fardan Ali Mabkhout Amer Abdulrahman Ismail al-Hammadi Ismail Matar Ahmed Khalil Dawoud Sulaiman Ali al-Amri Hamdan al-Kamali Abdelaziz Sanqour Saad Surour Mohamed Ahmed Ali Khasif Khalid Eisa Haboosh Salbookh Saeed Alzahmi Khamis Esmaeel |
| Trainer       | Abdulla Mesfer |
| Gruppenphase  | Uruguay 1:2 (1:1) Vereinigtes Königreich 1:3 (0:1) Senegal 1:1 (1:0) |
| Viertelfinale | ausgeschieden |
| Halbfinale    | ausgeschieden |
| Finale        | ausgeschieden |
| Platzierung   | ausgeschieden |

### Gewichtheben
| Athleten         | Wettbewerb       | Reißen  | Reißen | Stoßen  | Stoßen | Zweikampf | Zweikampf | Rang |
| Athleten         | Wettbewerb       | Gewicht | Rang   | Gewicht | Rang   | Gewicht   | Rang      | Rang |
| ---------------- | ---------------- | ------- | ------ | ------- | ------ | --------- | --------- | ---- |
| Frauen           |                  |         |        |         |        |           |           |      |
| Khadija Mohammad | Klasse bis 75 kg | 51 kg   | 12     | 62 kg   | 12     | 113 kg    | 12        | 12   |

### Judo
| Athleten        | Wettbewerb       | 1. Runde Round of 64 | 1. Runde Round of 64 | 2. Runde Round of 32 | 2. Runde Round of 32 | Achtelfinale Round of 16 | Achtelfinale Round of 16 | Viertelfinale Quarter Final | Viertelfinale Quarter Final | Hoffnungsrunde Halbfinale Repechage | Hoffnungsrunde Halbfinale Repechage | Halbfinale    | Halbfinale    | Hoffnungsrunde Finale Bronze Medal | Hoffnungsrunde Finale Bronze Medal | Finale        | Finale        | Rang          |
| Athleten        | Wettbewerb       | Gegner               | Ergebnis             | Gegner               | Ergebnis             | Gegner                   | Ergebnis                 | Gegner                      | Ergebnis                    | Gegner                              | Ergebnis                            | Gegner        | Ergebnis      | Gegner                             | Ergebnis                           | Gegner        | Ergebnis      | Rang          |
| --------------- | ---------------- | -------------------- | -------------------- | -------------------- | -------------------- | ------------------------ | ------------------------ | --------------------------- | --------------------------- | ----------------------------------- | ----------------------------------- | ------------- | ------------- | ---------------------------------- | ---------------------------------- | ------------- | ------------- | ------------- |
| Männer          |                  |                      |                      |                      |                      |                          |                          |                             |                             |                                     |                                     |               |               |                                    |                                    |               |               |               |
| Humaid al-Derei | Klasse bis 66 kg | -                    | -                    | Ahmed Awad           | 0001:101             | ausgeschieden            | ausgeschieden            | ausgeschieden               | ausgeschieden               | ausgeschieden                       | ausgeschieden                       | ausgeschieden | ausgeschieden | ausgeschieden                      | ausgeschieden                      | ausgeschieden | ausgeschieden | ausgeschieden |

### Leichtathletik
Laufen und Gehen
| Athleten         | Wettbewerb | Vorlauf     | Vorlauf | Halbfinale | Halbfinale | Finale | Finale | Rang |
| Athleten         | Wettbewerb | Zeit        | Rang    | Zeit       | Rang       | Zeit   | Rang   | Rang |
| ---------------- | ---------- | ----------- | ------- | ---------- | ---------- | ------ | ------ | ---- |
| Frauen           |            |             |         |            |            |        |        |      |
| Betlhem Desalegn | 1500 m     | 4:14,07 min | 14      | –          | –          | –      | –      | 35   |

Springen und Werfen
| Athleten              | Wettbewerb | Qualifikation | Qualifikation | Finale        | Finale        | Rang |
| Athleten              | Wettbewerb | Weite         | Rang          | Weite         | Rang          | Rang |
| --------------------- | ---------- | ------------- | ------------- | ------------- | ------------- | ---- |
| Männer                |            |               |               |               |               |      |
| Mohamed Abbas Darwish | Dreisprung | 16,06 m       | 24            | ausgeschieden | ausgeschieden | 24   |

### Schießen
| Athleten         | Wettbewerb | Qualifikation | Qualifikation | Finale        | Finale        | Ringe | Rang |
| Athleten         | Wettbewerb | Ringe         | Rang          | Ringe         | Rang          | Ringe | Rang |
| ---------------- | ---------- | ------------- | ------------- | ------------- | ------------- | ----- | ---- |
| Männer           |            |               |               |               |               |       |      |
| Dhaher al-Aryani | Trap       | 107           | 32            | ausgeschieden | ausgeschieden | 107   | 32   |
| Juma al-Maktoum  | Doppeltrap | 133           | 13            | ausgeschieden | ausgeschieden | 133   | 13   |
| Saeed al-Maktoum | Skeet      | 118           | 13            | ausgeschieden | ausgeschieden | 118   | 13   |

### Schwimmen
| Athleten          | Wettbewerb  | Vorlauf     | Vorlauf | Halbfinale    | Halbfinale    | Finale        | Finale        | Rang          |
| Athleten          | Wettbewerb  | Zeit        | Rang    | Zeit          | Rang          | Zeit          | Rang          | Rang          |
| ----------------- | ----------- | ----------- | ------- | ------------- | ------------- | ------------- | ------------- | ------------- |
| Männer            |             |             |         |               |               |               |               |               |
| Mubarak al-Besher | 100 m Brust | 1:05,26 min | 2       | ausgeschieden | ausgeschieden | ausgeschieden | ausgeschieden | ausgeschieden |